# Orlando Pantera
Orlando Monteiro Barreto (1 de novembre de 1967 a São Lourenço dos Órgãos - 1 de març de 2001 a Praia, Santiago), més conegut com a Orlando Pantera, fou un cantant i compositor capverdià.

## Biografia
Tres de les seves cançons es van publicar a l'àlbum Porton d'nôs Ilha (Portals de l'Illa) del grup Os Tubarões. A principis de la dècada del 1990, formava part de diferents grups musicals, com Pentágono, el quintet Capeverdeans Jazz Band i Arkor. Fou l'autor d'una sèrie de composicions que li va fer guanyar una nominació a Compositor de l'Any en 1993.
Juntament amb João Lucas, formà part de la banda "Dan Dau", una companyia portuguesa de Clara Andermatt, amb qui col·laborà l'any 1998 a Uma História da Dúvida. Va escriure cançons per a alguns components de la companyia capverdiana de dansa Raiz di Polon.
L'any 2000 va guanyar el Prémio de Revelação al Festival Sete Sóis Sete Luas de l'illa de Santo Antão.
Va morir als 33 anys l'1 de març de 2001 a causa d'una pancreatitis aguda. Estava a punt de publucar el seu primer CD Lapidu na bô.
Vadú, Tcheka, Princezito i Mayra Andrade van ser alguns artistes que van formar el grup "geração Pantera" (generació Pantera). Les cançons incloïen Tunuka (escrita per a Ildo Lobo), Lapidu na bô, Na Ri Na, Dispidida, Vasulina i Regasu (Seiva). Posteriorment les van interpretar Lura, Mayra Angrade, Voginha i Leonel Almeida.

## Llegat
Els Prémios Orlando Pantera, de caràcter anual, porten el seu nom, i concedits pel Ministeri de Cultura. Un dels guanyados més notables fou Silvino Lopes Évora l'any 2010.

## Discografia

### Àlbums
- Porton d'nôs Ilha - amb Os Tubarőes
- Uma História da Dúvida - amb Clara Andermatt

### Senzills
- "Dispidida"
- "Lapidu na bô"
- "Na Ri Na"
- "Rabóita di Rubõ Manel"
- "Regasu (Seiva)"
- "Tabanca" (també: "Tabanka")
- "Tunuka"
- "Vasulina"